# 柏崎館
柏崎館（かしわざきたて）は、秋田県鹿角市十和田毛馬内にあった日本の城。別称・毛馬内城（けうまないじょう）。

## 概要
鹿角市街を真下に見下ろし、連郭式の平坦面3箇所をもち、本丸は東西200メートル×南北120メートルで、他に二の丸、三の丸の名称が残る。
江戸時代、秋田藩・津軽藩両藩御領りとして要害屋敷と公称され明治に至った。現在は、本丸跡には館神八幡神社が現存する。

## 沿革
慶長12年（1607年）、藩主の命により毛馬内権之助政次によって築城、翌13年（1608年）毛馬内古館から居を移した。
寛永19年（1642年）、毛馬内政次が卒し、嗣子が4歳の幼年であったため、藩境警備の重責に耐えないとして、翌20年（1643年）大湯より弟の毛馬内三左衛門直次が知行替となり柏崎館に入った。
明暦3年（1657年）、所替えにより毛馬内通代官となった桜庭氏の居館となる。